# Willy Hameister
Willy Hameister (gebürtig Wilhelm Franz Hameister; * 3. Dezember 1889 in Kranzfelde (Landkreis Greifenhagen, Pommern); † 13. Februar 1938 in Berlin) war ein deutscher Kameramann, ein Veteran der Kinematographie.

## Leben
Hameister begann seine berufliche Laufbahn im Jahre 1904 bei der ‘Deutsche Bioscop’, seine ersten Arbeiten als Kameramann waren 1906/07 sogenannte Aktualitäten.
Ab 1912 konzentrierte sich Hameister auf den Spielfilm, sein erstes Werk kurbelte er für den Regie-Novizen Harry Piel. Gleich im Anschluss daran verpflichtete ihn der unwesentlich mehr regieerfahrene Wiener Joe May. Vor allem der Regisseur Otto Rippert, den Willy Hameister in dessen Eigenschaft als Schauspieler im Juni 1912 bei der filmischen Rekonstruktion der Ereignisse um den Untergang der Titanic („In Nacht und Eis“) kennengelernt hatte, beschäftigte den Kameramann anfangs regelmäßig. Nach seinem Kriegsdienst von 1914 bis 1918 nahm Hameister seine Tätigkeit als Kameramann bei Ripperts skandalumwitterten ‘Sittenfilm’ „Hyänen der Lust“ wieder auf. Für Rippert fotografierte er auch gleich im Anschluss daran eine seiner opulentesten Arbeiten, den großangelegten Renaissance-Bilderbogen „Die Pest in Florenz“.
Im selben Jahr 1919 war Willy Hameister an einem der legendärsten Klassiker der Kino-Geschichte beteiligt, dem expressionistischen Meisterwerk „Das Cabinet des Dr. Caligari“. Dennoch ließ man ihn seitdem nur noch kurzzeitig hochklassig besetzte Dramen und Epen fotografieren, darunter „Genuine“ des Caligari-Regisseurs Robert Wiene, Urban Gads „Christian Wahnschaffe“ und Dimitri Buchowetzkis „Peter der Große“ mit Emil Jannings in der Titelrolle.
Bald darauf versank Hameisters Œuvre im Mittelmaß. Er fotografierte nur noch eine beträchtliche Anzahl an schlichten Lustspielen, Possen und Schwänken vom Schlage „Prinzessin Trulala“, „Keine Feier ohne Meyer“ und „Der Schrecken der Garnison“, eine Handvoll Melodramen sowie Abenteuer-, Ausstattungs- und Sensationsfilme mit Ellen Richter.
Ab 1933 erhielt er meist nur noch Aufträge für Kurzfilme, für größere Produktionen musste Hameister mehrmals ins Ausland (Tschechoslowakei und Portugal) ausweichen. Hameister war im Sommer 1936 auch einer von mehreren Kameraleuten, die an Leni Riefenstahls Olympia-Film beteiligt gewesen waren.
Als er im Mai 1937 schwer erkrankte, zog sich Willy Hameister vom Film zurück. Er starb ein Jahr darauf, nur wenige Monate nach seinem 48. Geburtstag.

## Filmografie
| - 1912: Die gelbe Rasse - 1912: Der Triumph des Todes - 1912: Vorgluten des Balkanbrandes - 1912: In der Tiefe des Schachtes - 1912: In Nacht und Eis - 1912: Gelbstern - 1913: Das Auge des Buddha - 1913: Ein Ausgestoßener, 1. Teil - 1913: Schatten der Nacht - 1913: Mannequins - 1913: Vendetta - 1914: Der Flug zur Westgrenze - 1914: Es lebe der König! - 1915: Der ewige Friede. Ein Ausgestoßener, 2. Teil - 1919: Der Weg, der zur Verdammnis führt, 2. Teil. Hyänen der Lust - 1919: Lilith und Ly - 1919: Das ewige Rätsel - 1919: Die Pest in Florenz - 1919: Totentanz - 1919: Das Cabinet des Dr. Caligari - 1920: Die Nacht der Königin Isabeau - 1920: Das Blut der Ahnen - 1920: Genuine - 1921: Hintertreppe - 1921: Die Insel der Verschollenen - 1921: Die Abenteuer der schönen Dorette - 1921: Christian Wahnschaffe (2 Teile): - 1. Teil: Weltbrand (1920) - 2. Teil: Die Flucht aus dem goldenen Kerker (1921) - 1922: Peter der Große - 1922: Tingeltangel - 1922: Ihr Kammerdiener - 1922: Die Beute der Erinnyen - 1922: Die blonde Geisha - 1923: Im Schatten der Moschee - 1923: Der Puppenmacher von Kiang-Ning - 1923: Der Mensch am Wege - 1924: Rex Mundi - 1925: Die Kleine vom Bummel - 1925: Liebe und Trompetenblasen - 1925: Leidenschaft - 1926: Schützenliesel - 1926: Der lachende Ehemann - 1926: Das Geheimnis von St. Pauli - 1926: Küssen ist keine Sünd' - 1926: Herbstmanöver - 1926: Prinzessin Trulala - 1926: Wie bleibe ich jung und schön – Ehegeheimnisse - 1927: Der Bettler vom Kölner Dom - 1927: Ein schwerer Fall - 1927: Rinaldo Rinaldini - 1927: Faschingszauber - 1927: Die Dollarprinzessin und ihre sechs Freier - 1927: Leichte Kavallerie - 1928: Charlott etwas verrückt - 1928: Mikosch rückt ein | - 1928: G'schichten aus dem Wienerwald - 1928: Hell in Frauensee - 1928: Das Karussell des Todes - 1929: Wir halten fest und treu zusammen - 1929: Aufruhr im Junggesellenheim - 1929: Nachtlokal - 1930: Susanne macht Ordnung - 1930: Nur Du - 1930: Und so ein Glück kannst du nur haben - 1930: Polizeispionin 77 - 1930: Wer hat Robby gesehen? - 1930: Die Frau ohne Nerven - 1931: Dienst ist Dienst - 1931: Der Schrecken der Garnison - 1931: Arme, kleine Eva - 1931: Aschermittwoch - 1931: Die Marquise von Pompadour - 1931: Schneider Wibbel - 1931: Keine Feier ohne Meyer - 1931: Vater geht auf Reisen - 1932: Ballhaus goldener Engel - 1932: Aus einer kleinen Residenz - 1932: Der schönste Mann im Staate - 1932: Zwei himmelblaue Augen - 1932: Tod über Shanghai - 1932: Der verliebte Blasekopp - 1932: Zu Befehl, Herr Unteroffizier - 1932: Annemarie, die Braut der Kompanie - 1932: Liebe in Uniform - 1933: Das lustige Kleeblatt - 1933: Wenn Männer kochen - 1933: Höllentempo - 1933: Heimat am Rhein - 1933: Die kalte Mamsell - 1933: K 1 greift ein - 1933: Die Unschuld vom Lande - 1933: Karl renoviert seine Wohnung - 1933: Gretel zieht das große Los - 1933: Zimmermädchen... Dreimal klingeln - 1934: In Sachen Timpe - 1934: Pipin der Kurze - 1934: La Provincialina - 1934: Wenn Mutter nicht zuhause ist - 1935: Csardas - 1935: O Trevo de Quatro Folhas - 1936: Wochenendzauber - 1936: Fahrerflucht - 1936: Potpourri - 1936: Spezialist für alles - 1936: Wette um einen Kuss - 1936: Wie imponiere ich meiner Frau? - 1936: Das Ochsenmenuett - 1936: Mädchen in Weiß - 1936: Ruhe ist die erste Bürgerpflicht - 1936: Der silberne Löffel - 1936/38: Olympia (2 Teile) - 1937: Es wird nichts so heiß gegessen |